# Creu del Santuari de la Mare de Déu de la Misericòrdia

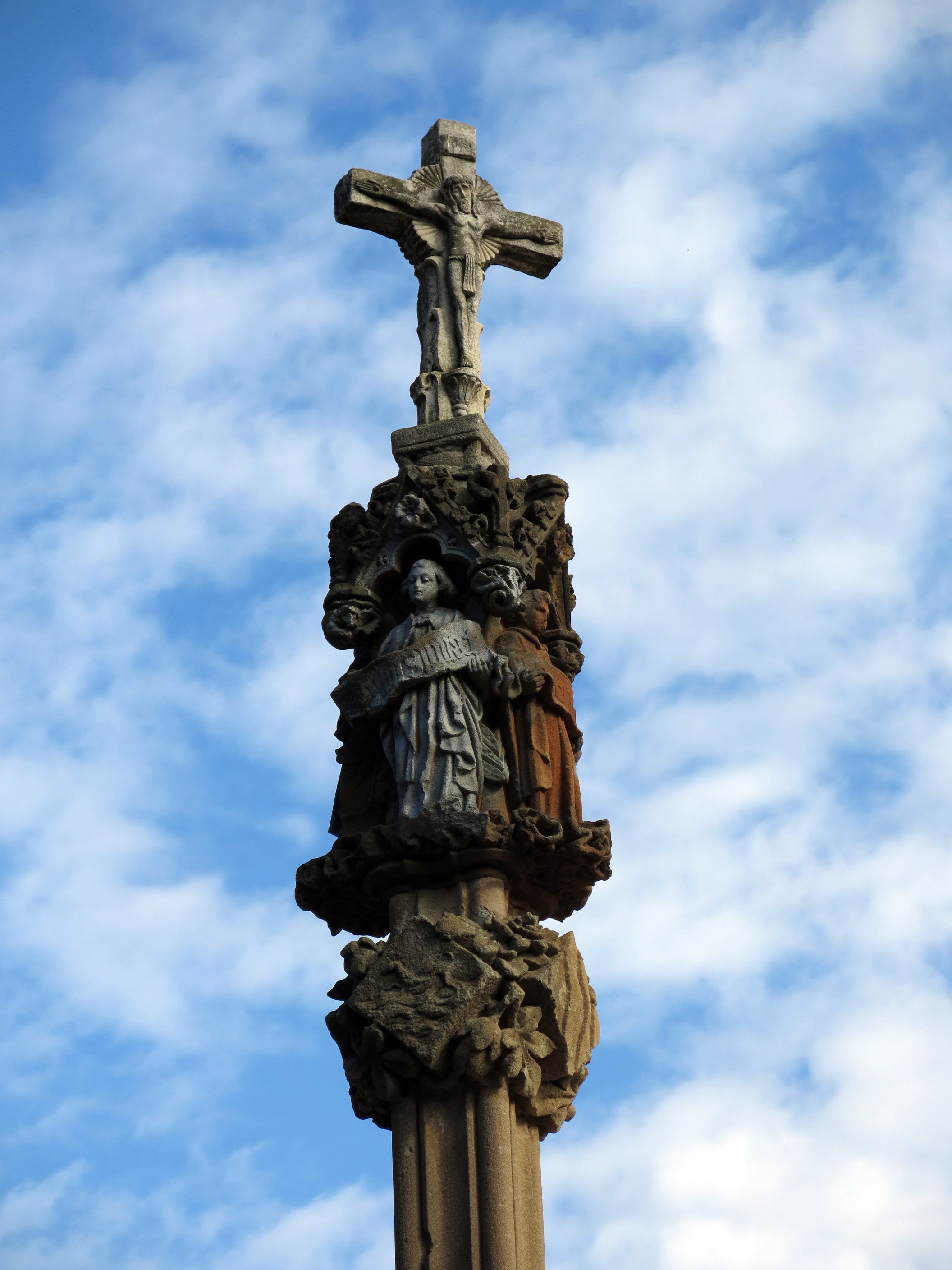
Detall de la creu

La Creu del Santuari de la Mare de Déu de la Misericòrdia és una creu de terme de Canet de Mar (Maresme), situada als jardins del Santuari de la Mare de Déu de la Misericòrdia. Està catalogada com a Bé Cultural d'Interès Local.
Fou projectada per l'arquitecte Josep Puig i Cadafalch i executada per Eusebi Arnau i Mascort, que va entrar al taller de l'arquitecte el 1895-1896 concretament per a fer aquesta creu.
És una creu de pedra, dissenyada a l'estil de les creus gòtiques. Es compon de cinc parts: el basament és esglaonat, amb quatre graons, els tres primers octogonals i el quart circular; entre el basament i el fust hi ha una base octogonal; el fust és quadrat i està partit en tres fragments enganxats i units per una mena de barana de ferro; el nus està decorat amb motius vegetals i quatre escuts (les quatre barres de la senyera, la Creu de Sant Jordi, una corona i el quart, que està molt malmès i és irreconocible); el capitell amb la representació de quatre sants encaixats en fornícules; i una creu petita, de color blanquinós, de braços rectes. amb la crucifixió a banda i banda.